# كيريتسو
كيريتسو' (系列) هي مجموعة من الشركات ذات العلاقات التجارية المتشابكة والمساهمات التي هيمنت على اقتصاد اليابان منذ النصف الثاني من القرن العشرين.

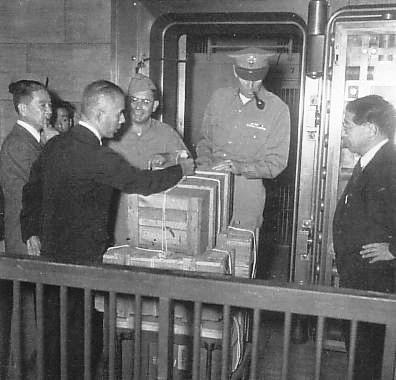
القوات الأمريكية تصادر الأُصول اليابانية عام 1946

حسب المصطلح القانوني، فإن كيريتسو هي مجموعة أعمال غير رسمية تشكل تحالفًا منظمًا داخل العالم الاجتماعي لمجتمع الأعمال الياباني.  لقد نهضت هذه المجموعات لتحل محل نظام زايباتسو الذي تم حله أثناء احتلال اليابان في أعقاب الحرب العالمية الثانية . 
وعلى الرغم من تقلص نفوذهم منذ أواخر القرن العشرين، إلا أنهم لا يزالون يمثلون قوى مهمة في الاقتصاد الياباني في أوائل القرن الحادي والعشرين.